# Kalmiopsis fragrans
Kalmiopsis fragrans Meinke & Kaye – gatunek roślin z rodziny wrzosowatych. Występuje endemicznie naturalnie w Stanach Zjednoczonych – w Oregonie. 

## Morfologia
PokrójZimozielony krzew dorastający do 1,2–3 m wysokości.
LiścieBlaszka liściowa ma kształt od eliptycznego do eliptycznie podługowatego. Mierzy 12,5–12,5 cm długości oraz 1,5–2,5 cm szerokości, jest całobrzega, ma klinową nasadę i tępy wierzchołek. Ogonek liściowy jest nagi i ma 1–4 mm długości.
KwiatyZebrane po 4–8 w gronach przypominających baldachogrona, wyrastają na szczytach pędów. Mają działki kielicha o owalnym kształcie i różowopurpurowatej barwie, dorastają do 3–5 mm długości. Korona kwiatu jest dzwonkowata, mają barwę od różowej do purpurowej oraz 16–28 mm długości.

## Biologia i ekologia
Rośnie w lasach, na skarpach, brzegach cieków wodnych i terenach skalistych. Występuje na wysokości od 400 do 1300 m n.p.m.